# Babos Pál (királyi testőr)
Babosdöbrétei Babos Pál Gábor (Kozmadombja, 1824. január 25. – Salomvár, 1861. augusztus 31.) királyi testőr, az 1848-as szabadságharc alatt a 19. zászlóalj főhadnagya és Pándy hadtestparancsnok segédtisztje, földbirtokos, író, fordító.

## Felmenői
A Zala vármegyei babosdöbrétei Babos család sarja. Apja babosdöbrétei Babos József (1787–?), táblabíró, zalalövői főszolgabíró, földbirtokos, anyja zokoli és illyefalvi Csutor Franciska (1800–1850) asszony volt. Apai nagyszülei babosdöbrétei Babos László, kozmadombjai földbirtokos, és nemes Bertalan Éva (1769–?) asszony voltak. Anyai nagyszülei zokoli és illyefalvi Csutor János (1771–1815), táblabíró, Zala vármegye tiszti ügyésze, földbirtokos és a nemesi származású nemesvitai Viosz családból való nemesvitai Viosz Zsuzsanna (1775–1826) asszony voltak. Az anyai nagyanyai dédszülei nemesvitai Viosz József (1733-1803) táblabíró, a szántói járás alszolgabírája, földbirtokos, és a sidi Sidy családból való sidi Sidy Katalin (1749-1796) voltak. A Babos Pál királyi testőr fivére babosdöbrétei Babos Kálmán, (1825–1892) királyi kúriai elnök; leánytestvére babosdöbrétei Babos Katalin (1835–1907), akinek a férje székudvari Horváth László (1821–1883), uradalmi mérnök, földbirtokos volt. Édesanyja révén nagybátyja zokoli és illyefalvi Csutor Imre (1813–1891) Zala vármegye alispánja, földbirtokos volt.

## Élete
Tanulmányait a belovári katonaiskolán végezte. 1844-ben Babos Pált a Zalavár megye követe mellé választották írnokká; a testőrséghez került Zala vármegye ajánlatára 1845. május 1.-én. 1847-ben beosztva a pozsonyi országgyűlésre kirendelt testőrkülönítménybe. A gárdától 1848. szeptember 10-én elbocsátását kérte és szeptember 20-án el is távozott. A szabadságharcban 1848. október 1-jétől a 19. zászlóalj főhadnagya és Pándy hadtestparancsnok segédtisztje. A kassai ütközetben (1849. január 4.) fogságba esett. 1849. december 31-én ügye tisztázása végett jelentkezett a pesti császári haditörvényszék előtt. Ezután a családi földbirtokán gazdálkodott Zalában. Az 1850-es években novellái és irodalmi fordításai jelennek meg különböző lapokban: 1850-ben a Hölgyfutárban jelentek meg először versei (27., 71., 75. sz.) és eredeti beszélyei 1853-ig; ezenkívül fordításokat közölt ugyanott Boz Dickenstől (1851. 266., 1857. 44.), ifj. Dumas Sándortól (A kaméliás hölgy, regény. 1862. 144–185.) Girardin Emilnőtől (Margit vagy kettős szerelem, regény, 1853. 186–213.) Irodalmi műveinél (néhánynak kivételével) mindig nevének kezdőbetűit használta (B... s P.)
1861. augusztus 31-én hunyt el Salomváron.

## Házassága

A tubolyszegi Tuboly család címere

1856. november 10-én Salomváron feleségül vette tubolyszeghi Tuboly Ilona Juliannát (Zalaegerszeg, 1832. augusztus 9.–Salomvár, 1911. augusztus 31.).
Babos Pál és Tuboly Ilona házasságából született:
- Babos Ármin Mihály József (Salomvár, 1857. augusztus 29.–Salomvár, 1914. szeptember 7.), Zala vármegye bizottsági tag, földbirtokos.[8] Nőtlen.
- Babos Árpád Aladár Kálmán (Salomvár, 1859. június 2.–Salomvár, 1903. március 13.), Zala vármegye bizottsági tag, földbirtokos. Nőtlen.